# U-281
U-281 — средняя немецкая подводная лодка типа VIIC времён Второй мировой войны.

## История
Заказ на постройку субмарины был отдан 5 июня 1941 года. Лодка была заложена 7 мая 1942 года на верфи Бремен-Вулкан под строительным номером 46, спущена на воду 16 января 1943 года. Лодка вошла в строй 27 февраля 1943 года под командованием оберлейтенанта Хайнца фон Давидсона.

### Флотилии
- 27 февраля 1943 года — 31 июля 1943 года — 8-я флотилия (учебная)
- 1 августа 1943 года — 9 ноября 1944 года — 7-я флотилия
- 10 ноября 1944 года — 8 мая 1945 года — 33-я флотилия

### История службы
Лодка совершила 4 боевых похода, успехов не достигла. Капитулировала в Кристиансанне, Норвегия 8 мая 1945 года. Переведена в Лох-Риэн. Потоплена в ходе операции «Дэдлайт» 30 ноября 1945 года в районе с координатами 55°50′ с. ш. 10°05′ з. д.. Эта лодка была оснащена шноркелем.

### Атаки на лодку
- 17 октября 1943 года в 19.10 лодка была атакована канадским Сандерлендом JM712 из сопровождения конвоя ONS-20.

U-281 открыла ответный огонь из зенитного вооружения и повредила самолет. В ходе атаки Сандерленд сбросил две глубинные бомбы, но промахнулся. 
Однако трое членов экипажа лодки были ранены прежде чем U-281 успела погрузиться.